# Pannónia (motorkerékpár)

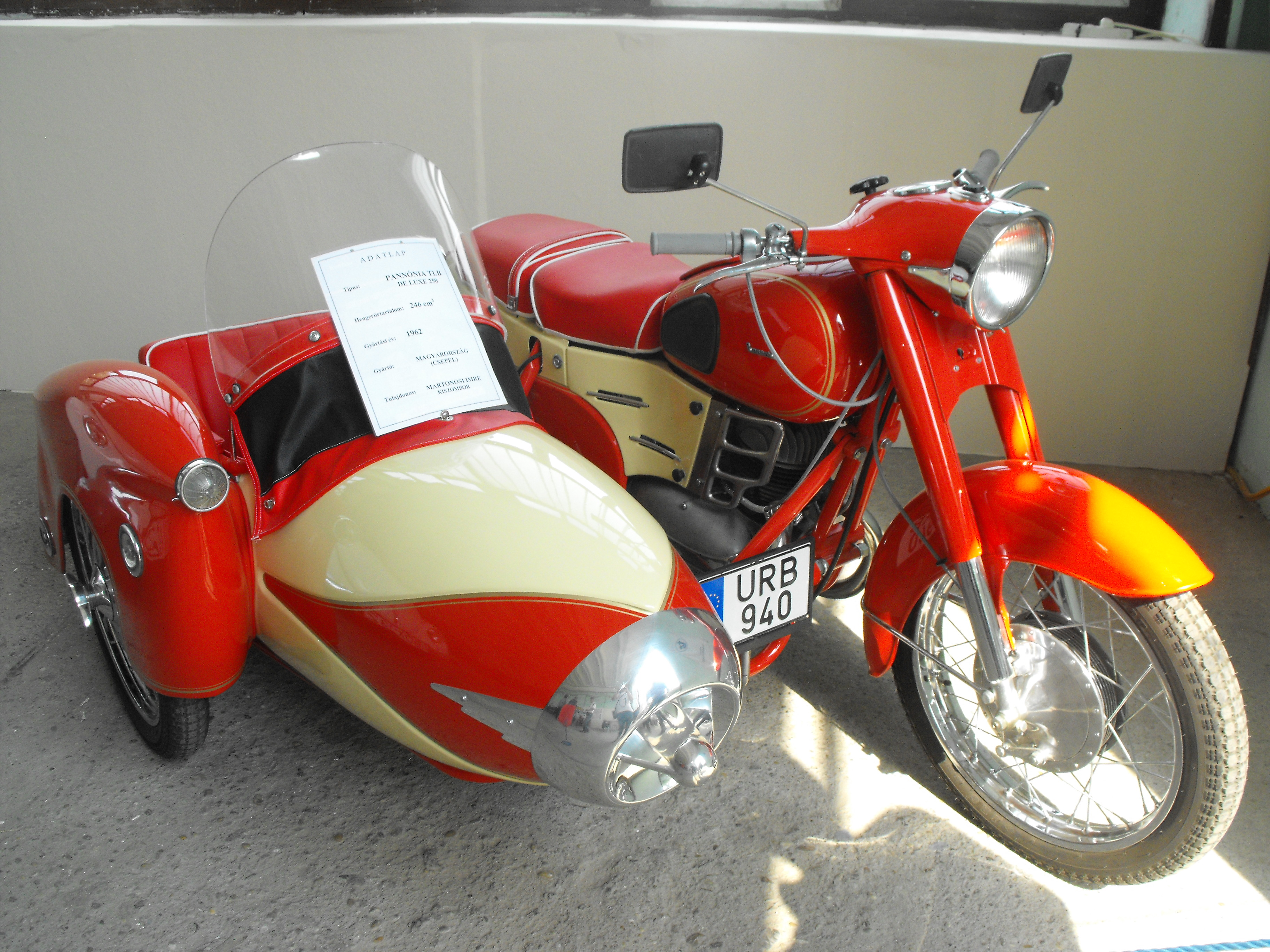
Pannónia TLB De Luxe 250 oldalkocsis motorkerékpár Makón, a Nemzetközi Hagymafesztivál veteránjármű-kiállításán

A Pannónia Magyarországon, a Csepeli Motorkerékpárgyárban 1954 és 1975 között gyártott motorkerékpár-márka.

## Elődei
A Pannónia közvetlen elődjének a Csepel 250 típusú motorkerékpár tekinthető. Ezt 1950-ben kezdték el gyártani, először ikerdugattyús motorral, majd később, 1951-től megjelent az egydugattyús változat. Ennek motorblokkja külsőleg egyezett az első Pannónia-típus, a TL blokkjával, de belül már eltérések voltak, főképp a láncos primerhajtás és a Pannónia hátrafelé forgó főtengelye miatt.

## A nagyfékdobosok története
| Pannónia-típusok | Pannónia-típusok         | Pannónia-típusok |
| Jel              | Henger- űrtartalom (cm³) | Gyártás (Év)     |
| ---------------- | ------------------------ | ---------------- |
| TL               | 247                      | 1955             |
| TLT              | 247                      | 1956             |
| TLF              | 247                      | 1958             |
| TLB              | 247                      | 1959             |
| T1               | 247                      | 1960             |
| P10              | 247                      | 1967             |
| T5               | 247                      | 1964             |
| T5H              | 247                      | 1968             |
| P20              | 246                      | 1968             |
| P10H             | 247                      | 1968             |
| P21              | 246                      | 1974             |
| P12              | 247                      | 1974             |

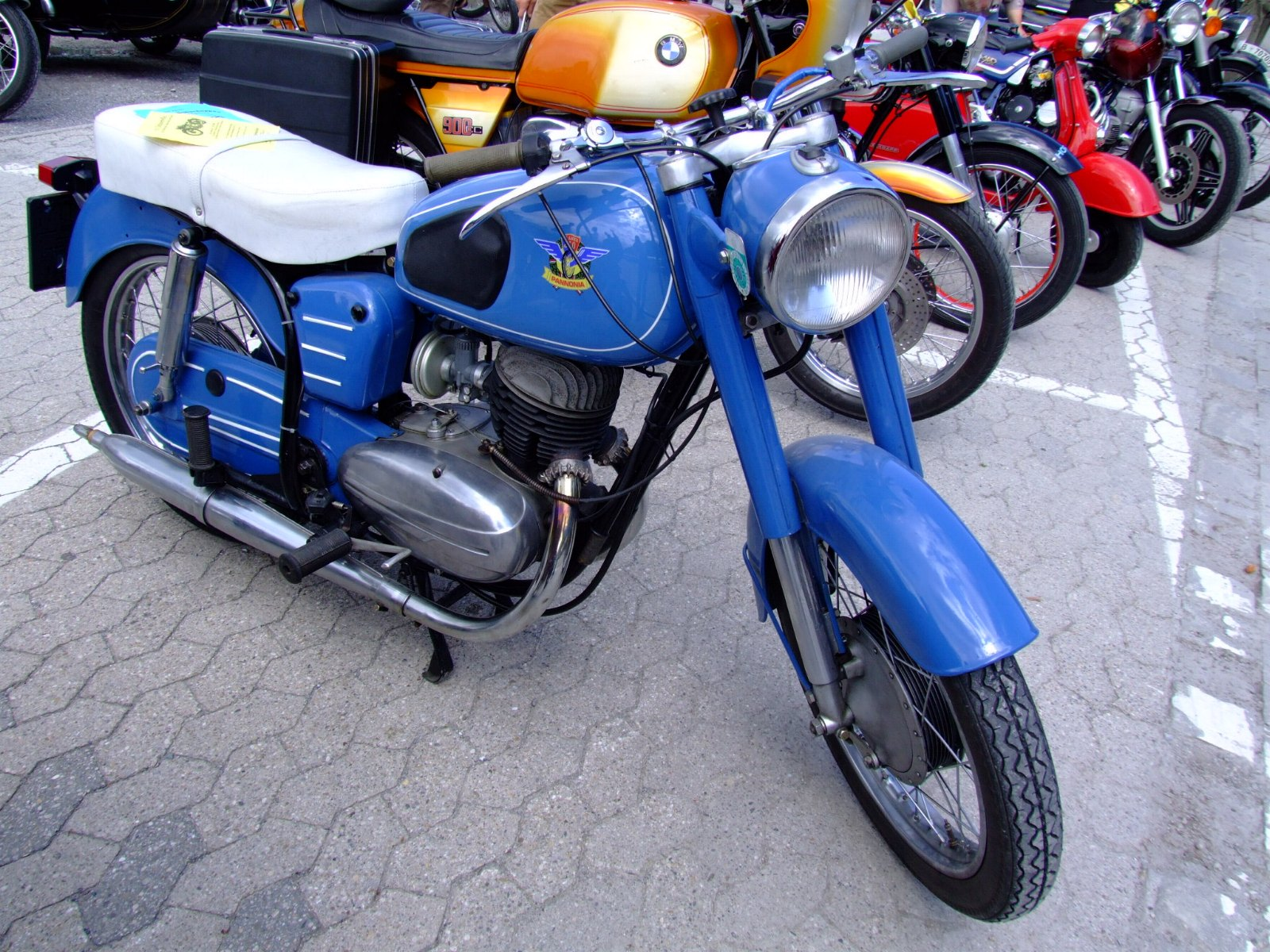
Pannónia 250 T5 motorkerékpár (1960-as gyártmány)

Nagyfékdobosokként emlegetjük a Pannóniák korai típusait, melyek 1954-től 1964-ig készültek. Ezek fő ismertetőjele a 200 mm-es átmérőjű fékdob és a hajlított küllős kerék. Az első ilyen, a Pannónia TL 1954-ben jelent meg. Korszerű formaterve és a Csepel 250-től örökölt modern, megbízható motorja volt. A bakteleszkópos, lengőnyerges Csepelhez képest előrelépés volt a hátsó lengővilla és az egybeszabott laticelnyereg. Ezen forradalmi megoldások a típusnévben is megjelentek, mely a „Teleszkóp, Lengővilla” szavak rövidítése volt. A „Pannónia” márkanév Molnár László technikustól származott. A szerszámosdoboz az új vonalú tankba került, az akkumulátor a hátsó függőleges vázcső elé. A típus jellemzően bordó színben készült. 
Ezt 1956-ban követte továbbfejlesztett változata, a Pannónia TLT, melyet eleinte a TL bordó színében gyártottak, később azonban áttértek az almazöld fényezésre. A gyártás végén fekete motorok is készültek. Ezen a típuson vezettek be számos, a későbbi Pannóniák formatervét döntően meghatározó megoldást, mint például a tokozott láncburát, az első kerékkel együtt mozgó sárvédőt és a nyereg alatt két oldalon található szerszám- és akkumulátortartókat. A típusnév második T-jét a tokozott láncról kapta a motor. A típus a Csepelekről örökölt fecskefarkas kipufogó helyett új, modernebb vonalú, ún. „buzogánydobbal” készült. Ez a modell 1958-ig maradt a kínálatban.
A TLT-t ebben az évben váltotta fel a korszerűsített Pannónia TLF. Az F betű a fejlesztett modellre utal. Változott a hátsó lámpa, mely nagyon szép, csepp alakú lett, helyet adva a féklámpa izzójának is – ekkor még az '50-es évek végén szabványos sárga féklámpa volt a motoron. A gyártás első évében a típus nagyon hasonlított a TLT-re, majd 1959-ben frissítették: a váltóban alulra került az üres fokozat, új, osztott bordás hengert szereltek a motorra és a karburátort is lecserélték. A korábbi, BK-1-25 jelű, 25 mm-es torokátmérőjű, úsztatós, elzárható légszűrős darabot a BK-3-27 típusú, 27 mm-es légtorkú, dugattyús dúsítóberendezéssel ellátott karburátor váltotta. Ehhez kapcsolódóan a kormányra krómozott szívatókar (hébli) került, mely a későbbi egyhengereseken a bowden rövidülésével fokozatosan visszavándorolt az úsztatógomb helyére, a karburátorra. A hátsó rugóstagok is változtak, már csak az alsó részük volt krómozva, de két fokozatban lehetett őket állítani a terhelésnek megfelelően. Az első villán megjelent a kormányzár helye, a tankból kikerült a szerszámosdoboz, viszont térdpárnagumikat kapott, melyek által kényelmesebb lett a motorozás. A nyereg alatti vázcsőre kapaszkodó került, hogy könnyebb legyen középállványra állítani a motort. A korábbi Hella fényszóró és Bosch elektromosság helyére hazai gyártású AVF került. A típus 1964-ig maradt gyártásban, ekkorra már sok apróbb változtatáson ment át és T1-nek hívták.
Kis példányszámban készült a típus 6 V 60 W-os egyenáramú főtengelydinamóval szerelt változata Pannónia TLD néven. Az új elektromos rendszerhez külső gyújtótekercs, nagyobb kapacitású akkumulátor, feszültségszabályozó és új, a TLB-ével megegyező gyújtáskapcsoló tartozott.

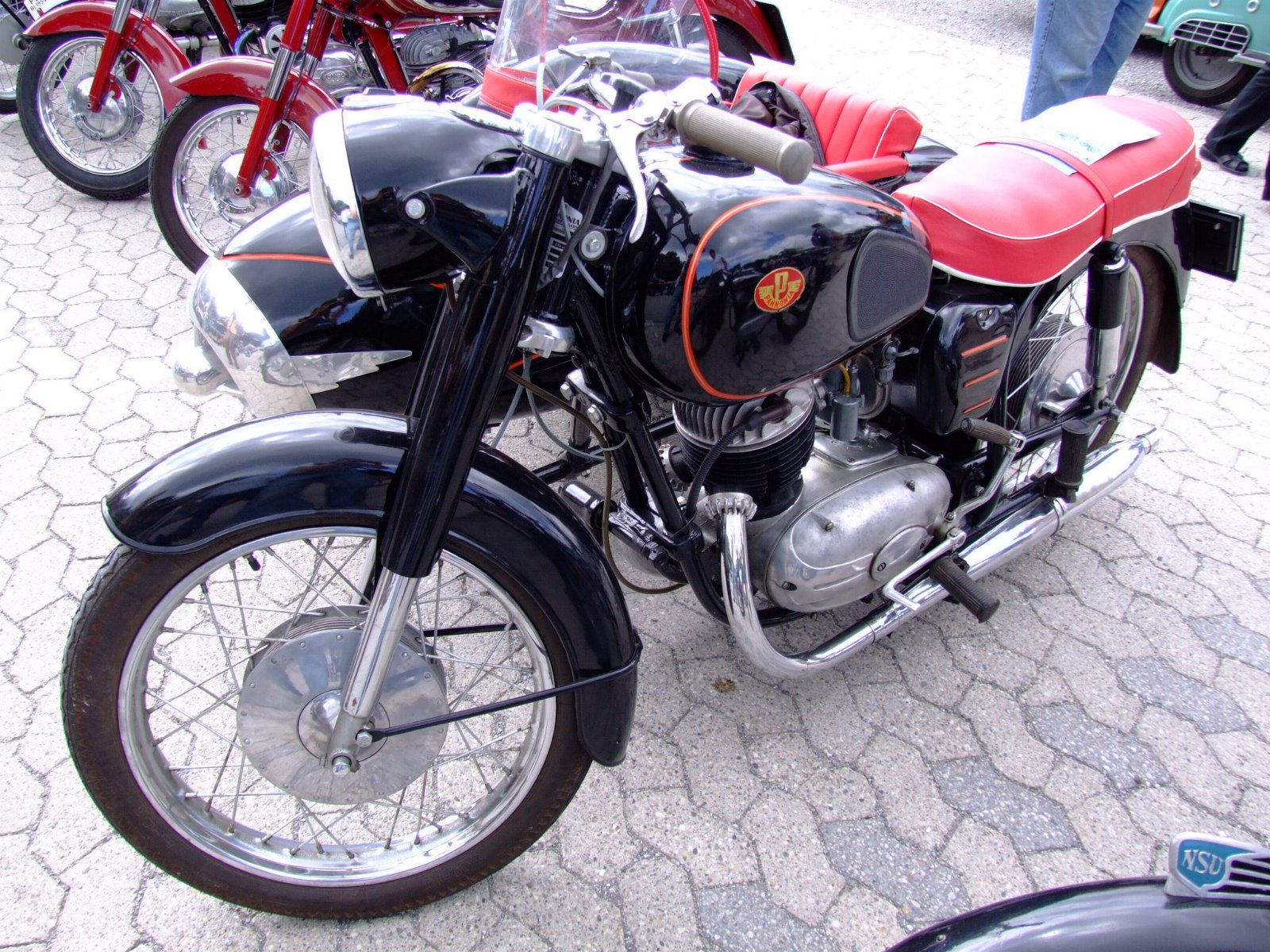
Oldalkocsis Pannónia T1
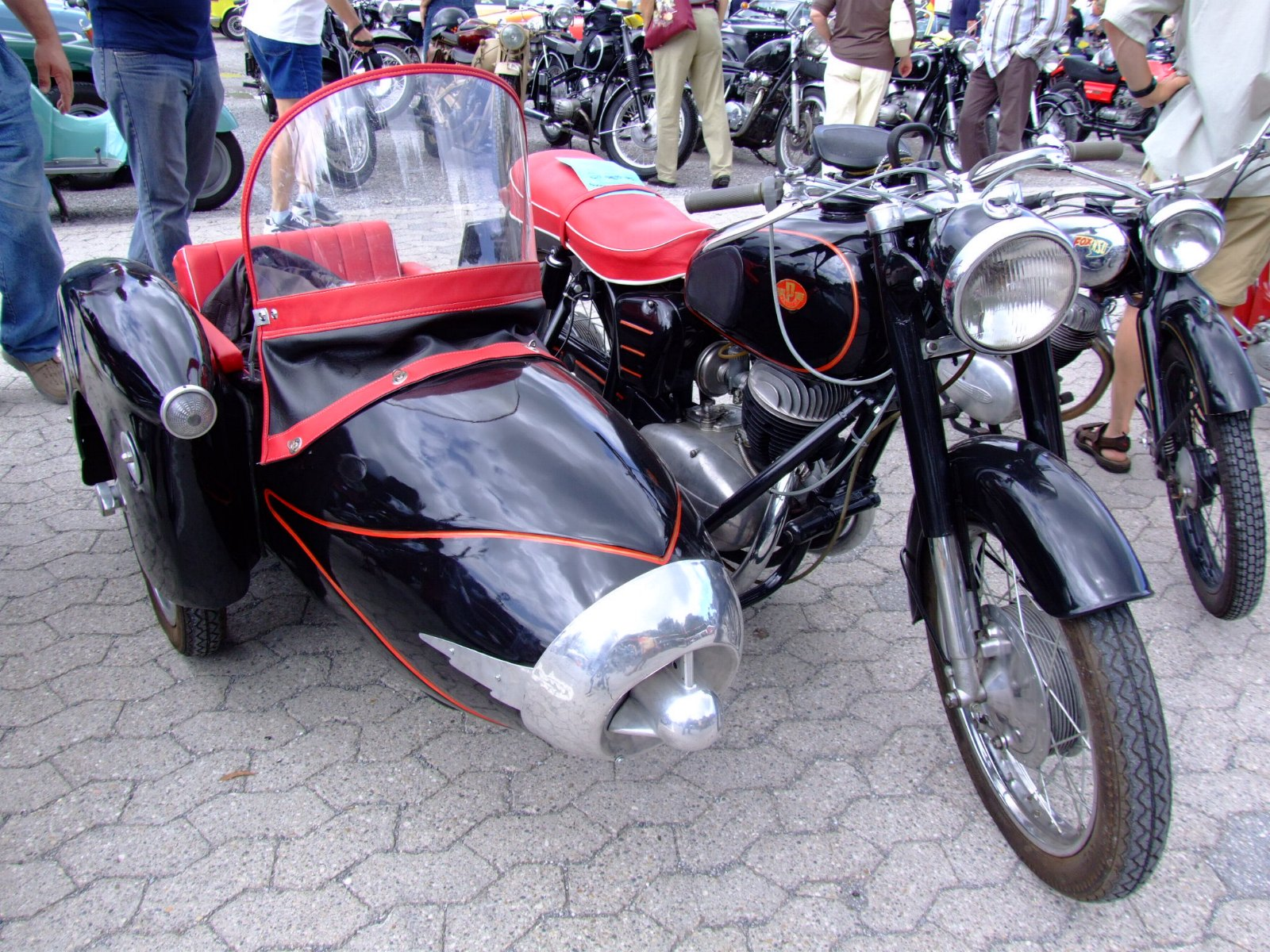
1959-ből

A TLF testvére volt a korszak legdrágább Pannóniája, a TLB. A TLF vázára lemezből készült burkolatok kerültek, a hátsó sárvédő rövidebb lett, mert a „szoknya” félig takarta a kereket. Hátul más formájú lámpa és krómozott lökhárító díszítette a motort, elöl a teleszkópszárakról lemaradt a fényszórótartó, a lámpa pedig felköltözött az ún. békafej formájú kormányburkolatba. Ebben a burkolatban más formájú, az akkumulátoros gyújtáshoz töltésvisszajelzővel ellátott gyújtáskapcsoló volt. A sárvédő mélyebb lett, a térdpárnagumis tankba visszaköltözött a szerszámos, mert a burkolat mögött nem alakítottak ki neki helyet. A nyereg laticel maradt ugyan, de két részből állt és az elsőre egy fogantyú került, hogy könnyebben sztenderre lehessen állítani a motort. Mindezek mellett még számtalan apróság – például sildes lámpakeret, krómozott oldallemez a burkolat alján, krómozott díszrács a henger mellett – különböztette meg a TLB-ket a TLF-ektől. Ebből a két típusból az export is jelentős volt, az NDK-ba és a Szovjetunióba szállítottak komolyabb mennyiséget. A TLB-ből is készült egy kisebb széria a TLD elektromos rendszerével.

## A kisfékdobosok története
A TLF/T1 népszerűsége töretlen volt, komoly exportsikereket tudhatott magáénak, de ettől a fejlesztések üteme kissé lelassult. Az 1954-es alaptípusra épülő modell elérte lehetőségei határát, a '40-es évek óta csiszolgatott motorblokkból sem lehetett már egyszerű eszközökkel többet kihozni. Ezért új prototípusok születtek: a korábbi öntöttvas hengert alumíniumhenger váltotta volna, a prototípusok között volt több kisebb-nagyobb mértékben burkolt darab és megjelentek kéthengeres mintadarabok is. Ekkor azonban már javában folyt a későbbi P20 fejlesztése és felszerszámozása, ami rengeteg pénzt és energiát igényelt, így csak egy kisebb frissítésre futotta: 1964-ben bemutatkozott a T5 nevű alaptípus, melynek változatai a korábbinál kisebb méretű, 160 mm-es átmérőjű fékdobjai után a kisfékdobos nevet kapták. A korábbi nagyratörő tervekből nem sok valósult meg, a motor műszakilag szinte teljesen változatlan maradt a T1-hez képest.
A korszerűsítésnek új lökést adott a kéthengeres P20 gyártásának előkészítése. A korabeli Pannóniáknál összetettebb típushoz sok új, egyedi alkatrészt kellett kifejleszteni és felszerszámozni, amely nagyon megdrágította a típus bevezetését. Ezen kívántak segíteni azzal, hogy az új alkatrészek egy hányadát egy T5-ösre épülő új, egyhengeres típusban is felhasználják, ezzel csökkentve a költségeket. Ez lett az 1967-ben megjelent P10. A típusra a P20-ról vették át az új, hidraulikus csillapítású első teleszkópvillát és a hátsó rugóstagot, az új formájú tankot és nyerget, illetve ehhez a típushoz egyedileg készült az új, nagyobb bordájú henger és hengerfej, illetve hűtőbordákkal ellátott motorház. A későbbiek során szívászajtompítót és módosított, halkabb működést lehetővé tévő kipufogót is kapott a motor. Ezekkel később a T5-ösöket is felszerelték, amelyből így létrehozták a T5H nevű típust.

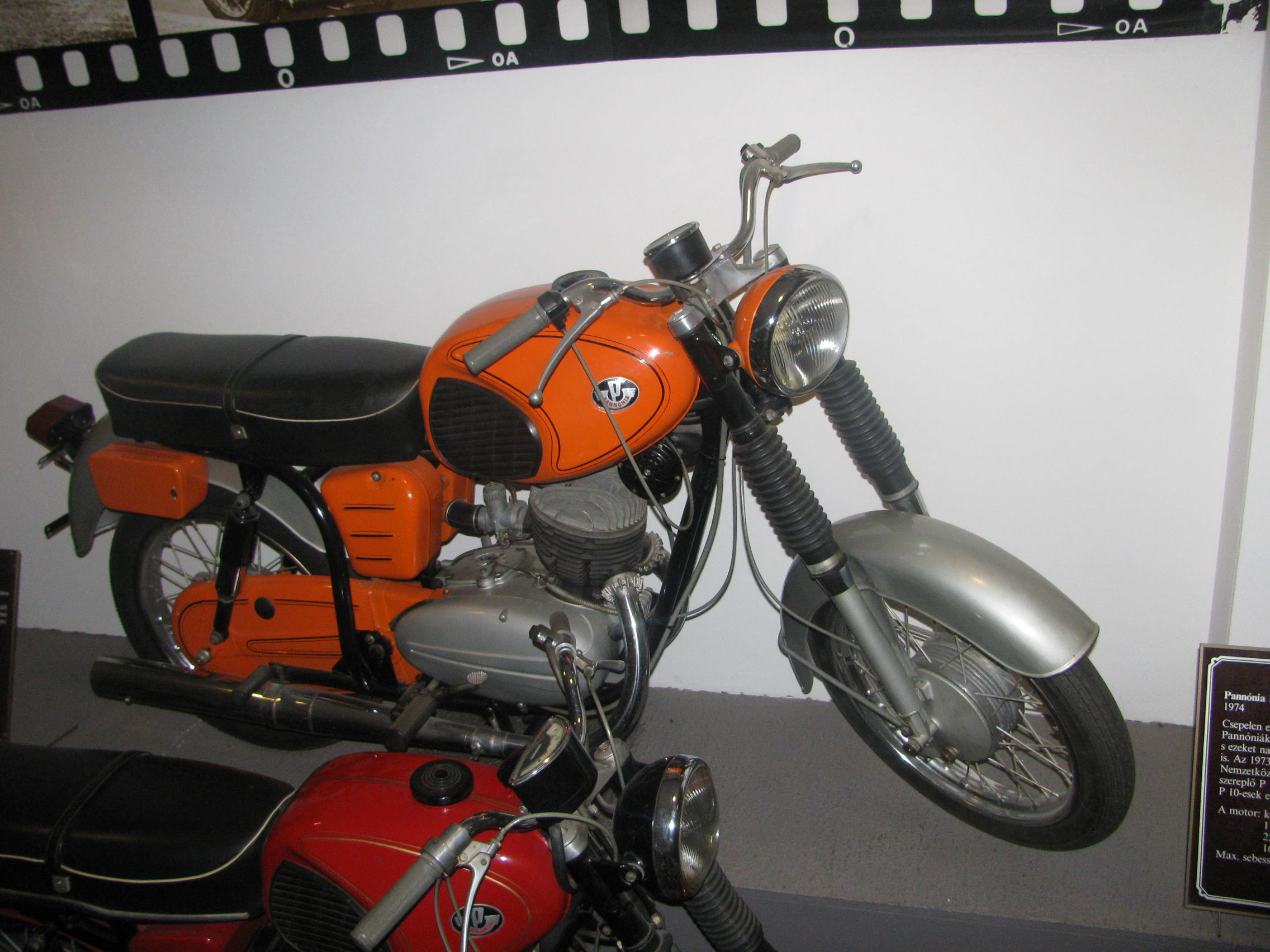
Pannónia P12

A két új típusból elkészültek az exportváltozatok (T6, T7, T8, P8, P9), de a fejlesztés középpontjába ismét a kéthengeresek kerültek. Az egyhengeres sorozat továbbfejlesztésére - a kedvező ár és a biztos kereslet miatt - születtek még további tervek, de ezek nem valósultak meg. Csak 1974-ben jött egy új típus, a P12. Ez a P10 alapjaira épült, de a kéthengeresekről származó kisebb, 18 colos kerekekkel, ennek megfelelően átalakított vázzal, új formájú lámpafejjel, a tank alá helyezett gyújtáskapcsolóval, illetve áttervezett kipufogódobokkal és vezérléssel. A legfőbb ismertetőjegye azonban a jellegzetes narancssárga, avagy korabeli szóhasználatban KPM-sárga színe volt, amellyel szakított a korábbi fekete színnel.
A T5, a P10 és a P12, valamint ezek kis sorozatban készülő exportváltozatai egészen a termelés befejezéséig, 1975-ig gyártásban maradtak.
1974-ben a japán Yamaha szakemberei tárgyaltak egy negyvenezer négyzetméteres csepeli beruházásról, amely évente ötvenezer japán-magyar motorkerékpárt gyártott volna, 70%-ban exportra, ám az akkori vezetés elszabotálta az ötletet. 1975. október 24-én gördült le a csepeli gyártószalagról az utolsó, szám szerint  a 689 039-ik Pannónia.

## A kéthengeresek
Az 1960-as évek elejére világossá vált, hogy az egyhengeres T1 - bármennyire is népszerű - nem lehet hosszú távon a motorkerékpárgyár egyetlen modellje, ráadásul a KGST-n kívüli ún. tőkés piacon nagyon nehezen értékesíthető. Ezért aztán kutatásokba fogtak a mérnökök, külföldi motorokat tanulmányoztak és a korszak divatját követve kéthengeres 250-es és 350-es motorokat építettek. Végül a Yamaha YDS-re hasonlító konstrukciójú prototípus lett a befutó. 1965-ben készült el a P20 névre hallgató motorkerékpár nullszériája, melyet tartóstesztnek vetettek alá. A motorkerékpár teljesen új konstrukció volt: a jól bevált lendkerékmágnes helyett főtengelydinamó szolgáltatta az elektromos energiát, folytak kísérletek alumínium hengerrel, a nehézkesen mozgó vonóékes négyfokozatú váltó helyett forgódobos ötfokozatút használtak, a motor vázszerkezete és futóműve megújult. Ígéretes volt a konstrukció, a gyermekbetegségek kiküszöbölése és a felszerszámozás azonban elhúzódott, így az első szériamotorok csak 1968-ban gördültek le a gyártósorról. Addigra azonban az 1963-64-ben, a fejlesztés során még korszerű motoron már túlhaladt a technika: a nyugati exportpiacokon önindítós, különolajzású gépekkel kellett volna felvennie a harcot.
A forgalmazás kezdetén megbízhatósági problémák akadtak, ezeket a gyár folyamatos javításokkal küszöbölte ki. A korábbinál fürgébb, kényelmesebb, jobban felszerelt típus előtt azonban bezárultak az exportpiacok: Nyugaton nem volt elég modern, a szovjet piac számára pedig túl drágának bizonyult. A nyugati piacok megnyerésére a gyár elkészítette a P20M jelű versenyváltozatot, aminek a Bol d'Or nevű 24 órás motorkerékpár-versenyen kellett volna sikert aratnia. Ez azonban nem sikerült, a nyugati export nem futott fel kellő mértékben. A típust később modernizálták, 1974-ben megjelent a P21 jelű variánsa. Ez modernebb külsejű volt (kis lámpafej, oldalt elhelyezett gyújtáskapcsoló) és egyszerűbben gyártható elemekből épült fel (a T5-re hasonlító sárvédő, egyszerűbben hegesztett vázcsomópontok). Utolsó próbálkozásként készült belőle egy P21 Luxus nevű, jobban felszerelt, gazdagon krómozott exportváltozat, amelynek több, kis példányszámban épített változata is ismert. A típus különösebb exportsikert nem aratott, viszont egy ilyen motor volt az utolsó elkészült Pannónia 1975-ben.
A gyár terveiben egy teljes, P20-ra épülő gyártmánycsalád szerepelt. A korszerű 250-es blokkból felfúrással 350-est építettek volna, illetve a motor megfelezésével egyhengeres 125-öst és 175-öst kaptak volna. Ezeket az erőforrásokat a P20-éra hasonlító vázban képzelték el, a kéthengeresek teleszkópvillájának és hátsó rugóstagjainak megfelelő módosításával. A távlati cél az lett volna, hogy ez az új, korszerűbb család váltsa fel a korábbi egyhengeres 250-eseket és pótolja a Danuviánál készült kismotorokat. Az átmeneti időszakban a P10-hez hasonló "öszvér" modellekkel próbálták volna életben tartani az egyhengereseket.